# サミー家安
サミー 家安（サミー いえやす、本名菊地 克之、1977年4月2日 -  ）は日本の元お笑いタレント。オフィス北野に所属していた。身長は171cmで体重は67kg。足のサイズは27cm。父はやはりお笑いタレントでWモアモアの東城けん。旧芸名はサミーモアモアJr.。
たけし軍団で活躍する傍ら同じ事務所のケンタエリザベス3世と漫才コンビ『ルネッサンス』を結成後に解散をして芸能界を引退。

## プロフィール
- 東京都出身。
- 趣味はダンス（ハウス、ヒップホップ）。
- 特技は卓球で東京都大会2位、北区大会では9連覇を達成している。

## 出演番組
- 足立区のたけし、世界の北野（フジテレビ）
- 朝までたけし軍団（テレビ朝日）